# Handwritten (álbum de The Gaslight Anthem)
Handwritten es el cuarto álbum de estudio de la banda de rock estadounidense The Gaslight Anthem. Fue lanzado el 20 de julio de 2012 bajo el sello discográfico de Mercury Records y producido por Brendan O'Brien. El álbum fue precedido por su sencillo principal, "45", y presenta notas de álbum de Nick Hornby.

## Escritura
Para julio de 2010, Brian Fallon dijo que estaba trabajando en nuevo material para un cuarto álbum. Subsecuentemente, Fallon publicó en su blog que la banda empezaría la escritura de su disco en enero de 2011. Sin embargo, luego de tocar en el Festival de Pinkpop en junio de 2011, Fallon declaró que recién habían empezado a trabajar en el nuevo álbum y que no sería lanzado al menos hasta dentro de un par de meses. En la misma entrevista, Fallon dijo que el siguiente trabajo de la banda sería similar a su innovador álbum, The '59 Sound, más que a American Slang. Durante este tiempo, Fallon también estaba trabajando con su amigo Ian Perking, dándole los toques finales en su proyecto paralelo The Horrible Crowes.
El 6 de octubre de 2011, The Gaslight Anthem anunció via Facebook que habían firmado oficialmente con Mercury Records. También declararon que estaban apenados de dejar de trabajar con SideOneDummy Records, pero sintieron que el cambio era necesario para su carrera musical.

## Grabación
El 14 de octubre de 2011, The Gaslight Anthem anunció que su show del 9 de diciembre en el Asbury Park Convention Hall sería el último antes de ir al estudio para grabar su nuevo álbum.
El 12 de enero de 2012, la banda informó a través de su cuenta de Twitter que estarían grabando la semana entrante en Nashville. La grabación tuvo lugar en los Estudios Blackbird. Para el 17 de febrero anunciaron que la grabación de las canciones principales para el álbum habían sido completadas y que luego comenzarían a grabar los lados B y remezclas. El 22 de febrero de 2012 se lanzó un tuit el cual decía que el nombre de su cuarto álbum se llamaría Handwritten.
El 26 de abril de 2012, la banda informó en su página oficial de Facebook que "45" sería el sencillo principal del álbum. Su estreno mundial sería el  30 de abril en el programa de radio de Zane Lowe Hotterst Record in the World, de la BBC Radio 1.
El 30 de abril de 2012 la banda anunció que su álbum saldría a la venta el 23 de julio de 2012 en el Reino Unido y el 24 de julio en los Estados Unidos.

## Recepción de la crítica
Handwritten recibió reseñas mayoritariamente positivas por parte de los críticos musicales. En  Metacritic obtuvo una puntuación de 71/100 por parte de los críticos, basada en 31 reseñas. Esto indica  "críticas generalmente favorables".

## Rendimiento comercial
Handwritten debutó en el puesto #3 del US Billboard 200, vendiendo 40,000 copias en su primera semana. Al día de hoy continúa siendo el álbum con mayor posicionamiento de la banda en el Billboard 200 y el que más ventas tuvo por semana.

## Vídeos musicales
The Gaslight Anthem lanzó un vídeo musical para su canción "Here Comes my Man", protagonizado por la actriz Elisha Cuthbert.

## Lista de canciones
Todas las canciones fueron escritas por Brian Fallon, Alex Rosamilia, Alex Levine y Benny Horowitz, excepto donde se indique.

Todas las canciones escritas y compuestas por Brian Fallon, Alex Rosamilia, Alex Levine, and Benny Horowitz, except where noted. 
| N.º | Título              | Duración |  |
| 1.  | «"45"»              | 3:23     |  |
| 2.  | «Handwritten»       | 3:58     |  |
| 3.  | «Here Comes My Man» | 3:35     |  |
| 4.  | «Mulholland Drive»  | 3:53     |  |
| 5.  | «Keepsake»          | 4:02     |  |
| 6.  | «Too Much Blood»    | 5:07     |  |
| 7.  | «Howl»              | 2:04     |  |
| 8.  | «Biloxi Parish»     | 3:46     |  |
| 9.  | «Desire»            | 3:15     |  |
| 10. | «Mae»               | 4:07     |  |
| 11. | «National Anthem»   | 3:40     |  |

Canciones de la edición deluxe

| Deluxe edition bonus tracks | |          |  |
| N.º                         | Título                                                                                                | Duración |  |
| 12.                         | «Blue Dahlia»                                                                                         | 4:28     |  |
| 13.                         | «Sliver» (Kurt Cobain, Chad Channing; originalmente grabada por Nirvana)                              | 2:06     |  |
| 14.                         | «You Got Lucky» (Tom Petty, Mike Campbell; originalmente grabada por Tom Petty and the Heartbreakers) | 3:47     |  |

En la edición Amazon.co.uk y iTunes de EEUU
| Amazon.co.uk and US iTunes bonus track |                     |          |  |
| N.º                                    | Título              | Duración |  |
| 10.                                    | «Teenage Rebellion» |          |  |

## Créditos y personal
The Gaslight Anthem
- Brian Fallon – voz principal, guitarra
- Alex Rosamilia – guitarra, coros
- Alex Levine – bajo, coros
- Benny Horowitz – batería, percusión, coros

Músicos que participaron
- Ian Perkins – guitarra, coros
- Brendan O'Brien – guitarra, coros, órgano Hammond B-3, piano, percusión
- Patrick Warren – arreglo de cuerdas, teclado en "National Anthem"

Producción
- Brendan O'Brien – productor discográfico, ingeniero de mezcla
- Nick DiDia – ingeniero de audio
- Bob Ludwig – masterización
- Danny Clinch – fotografía
- El Jefe Design – dirección artística, diseño

## Posición en listas
| Lista (2012)                            | Posición más alta |
| --------------------------------------- | ----------------- |
| Australia (ARIA)                        | 14                |
| Austria (Ö3 Austria)                    | 5                 |
| Bélgica (Ultratop flamenca)             | 16                |
| Bélgica (Ultratop valona)               | 103               |
| Canadá (Billboard Canadian Albums)      | 5                 |
| Croatian Albums (HDU)                   | 45                |
| Dinamarca (Hitlisten)                   | 37                |
| Países Bajos (Album Top 100)            | 3                 |
| Finlandia (Suomen Virallinen Lista)     | 45                |
| Alemania (Offizielle Top 100)           | 2                 |
| Irlanda (IRMA)                          | 7                 |
| Italia (FIMI)                           | 82                |
| Noruega (VG-lista)                      | 18                |
| Escocia (Scottish Albums Chart)         | 1                 |
| Suecia (Sverigetopplistan)              | 25                |
| Suiza (Schweizer Hitparade)             | 12                |
| Reino Unido (UK Albums Chart)           | 2                 |
| Reino Unido (UK Rock & Metal Albums)    | 1                 |
| Estados Unidos (Billboard 200)          | 3                 |
| Estados Unidos (Top Alternative Albums) | 1                 |
| Estados Unidos (Top Rock Albums)        | 1                 |

| Lista (2012)    | Posición |
| --------------- | -------- |
| UK Albums (OCC) | 189      |

## Certificaciones
| País              | Certificación | Ventas |
| ----------------- | ------------- | ------ |
| Reino Unido (BPI) | Plata         | 80,163 |